# Hippocampus denise
Hippocampus denise és una espècie de peix de la família dels singnàtids i de l'ordre dels singnatiformes.

## Morfologia
Els mascles poden assolir els 2,2 cm de longitud total.

## Distribució geogràfica
Es troba a Indonèsia, Vanuatu i Palau.